# Социгали (Модена)
Социгали је насеље у Италији у округу Модена, региону Емилија-Ромања.
Према процени из 2011. у насељу је живело 891 становника. Насеље се налази на надморској висини од 27 м.